# Hordfast

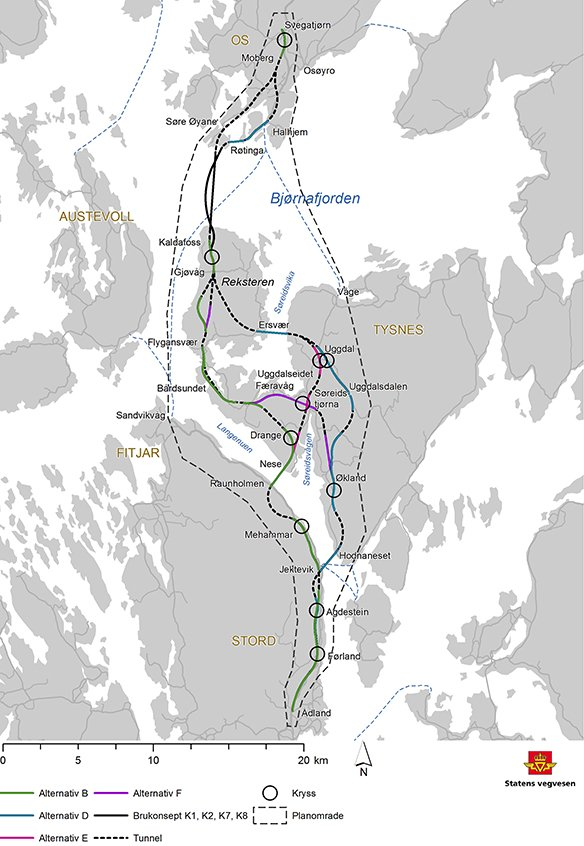
Statens vegvesens kartskiss for möjliga sträckningar

Hordfast är ett planerat vägprojekt mellan Bergen och Stord i Norge.
Man har valt att vägen ska gå på en fem kilometer lång flytande bro över Bjørnafjorden (ungefär där dagens färja går). Detta liknar Nordhordlandsbrua, men blir mer än tre gånger så lång som den, och mer än dubbelt så lång som den längsta flytande bron i världen (Evergreen Point Floating Bridge i USA, 2350 m) och kräver därför ny teknik som inte finns innan.
Två andra alternativ som tidigare utretts var ett västligt alternativ via Austevoll, och östligt över Tysnes och Fusa. Projektet kommer att kosta mellan 20 och 40 miljarder norska kronor eller mer. Det kommer att bli vägavgift på bron som planeras bli högre än de 311 NOK färjan kostar (år 2019).
Detta kommer att bli en del av huvudvägen i länken Kristiansand - Stavanger - Haugesund - Bergen, väg E39.
Idag följer E39 en ganska lång färjeförbindelse mellan Stord och Os nära Bergen.